# Мартін Вантруба
Мартін Вантруба (словац. Martin Vantruba, нар. 7 лютого 1998, Трнава) — словацький футболіст, воротар клубу «Пржибрам».

## Клубна кар'єра
Народився 7 лютого 1998 року в місті Трнава. Вихованець футбольної школи клубу «Спартак» з рідного міста, де і розпочав 2016 року свою професійну кар'єру. У вищому дивізіоні дебютував 28 липня 2017 року в матчі проти «Подбрезови» (2:1), після чого відразу став основним воротарем. Всього за першу половину 2017/18 зіграв у чемпіонаті 18 матчів, у 8 з яких залишив свої ворота недоторканними, а клуб став зимовим чемпіоном.
У січні 2018 року уклав контракт на 4,5 роки з чеською «Славією», втім до кінця сезону залишився в оренді в «Спартаку» (Трнава), допомігши йому виграти чемпіонат Словаччини, після чого остаточно приєднався до празького клубу.

## Виступи за збірну
2016 року дебютував у складі юнацької збірної Словаччини, взяв участь у 5 іграх на юнацькому рівні, пропустивши 5 голів.

## Титули і досягнення
- Чемпіон Словаччини (1):

«Спартак» (Трнава): 2017–18
- Володар Кубка Словаччини (1):

«Спартак» (Трнава): 2022–23, 2024–25